# Рыков, Егор Александрович
Егор Александрович Рыков (род. 14 апреля 1997, Видное, Московская область) — российский хоккеист, защитник.

## Карьера
В сезоне 2012/13 выступал за московскую «Русь» в первенстве России (до 16 лет). С 2013 года в системе СКА. Играл в МХЛ в составе «СКА-1946», в ВХЛ — за «СКА-Нева». Обладатель Кубка Гагарина (2017).
В пятом раунде драфта НХЛ 2016 года выбран под общим 132-м номером командой «Нью-Джерси Дэвилз».
Серебряный призёр кубка вызова 2013 года.
Серебряный призёр молодёжного чемпионат мира 2016 года.
Бронзовый призёр молодёжного чемпионат мира 2017 года.